# Nigel Durham
Nigel Durham (Sheffield, 25 agosto 1965) è un batterista britannico, noto per avere militato brevemente nei Saxon.
Nel 1986, dopo aver fatto parte dei Monroe, entrò negli Usi, gruppo fondato dal bassista Steve Dawson dopo la sua dipartita dai Saxon. Nel 1987 entrò a far parte proprio dei Saxon, orfani di Nigel Glockler e registrò con loro l'album Destiny, pubblicato nel 1988. Durante il tour l'avventura di Durham nei Saxon terminò con il rientro di Glockler. 
Nel 2000 il batterista si è unito agli Oliver/Dawson Saxon, formati da Steve Dawson e dall'ex chitarrista dei Saxon Graham Oliver, con i quali ha pubblicato tre dischi ed effettua concerti basati unicamente sulle vecchie canzoni dei Saxon.

## Discografia con i Saxon
- 1988 - Destiny

## Discografia con gli Oliver/Dawson Saxon
- 2000 - Re://Landed
- 2003 - It's Alive
- 2003 - The Second Wave: 25 Years of NWOBHM
- 2006 - Whippin' Boy